# Élections législatives de 1924 dans le Doubs
Les élections législatives de 1924 ont eu lieu le 11 mai 1924.

## Élus
|   | Député élu     |  | Groupe parlementaire               |
| - | -------------- |  | ---------------------------------- |
| 1 | Adolphe Girod  |  | Radical et radical-socialiste      |
| 2 | Julien Durand  |  | Radical et radical-socialiste      |
| 3 | Roger Perronne |  | Radical et radical-socialiste      |
| 4 | Georges Pernot |  | Union républicaine et démocratique |

## Résultats à l'échelle du département

### Par listes
| Listes         | Listes                               | Premier tour | Premier tour | Sièges |
| Listes         | Listes                               | Voix         | %            | Sièges |
| -------------- | ------------------------------------ | ------------ | ------------ | ------ |
|                | Liste du Cartel des Gauches          | 31 340       | 47,74        | 4      |
|                | Liste d'Union républicaine nationale | 29 641       | 45,16        | 1      |
|                | Liste du Bloc ouvrier-paysan         | 3 967        | 6,04         | 0      |
|                |                                      |              |              |        |
| Inscrits       | Inscrits                             | 78 467       | 100,00       | 4      |
| Votants        | Votants                              | 66 148       | 84,30        |        |
| Abstention     | Abstention                           | 12 319       | 15,70        |        |
| Blancs et nuls | Blancs et nuls                       | 491          | 0,77         |        |
| Exprimés       | Exprimés                             | 65 641       | 99,23        |        |

### Par candidats
| Candidat       | Candidat           | Tendance       | Voix   | %      |
| -------------- | ------------------ | -------------- | ------ | ------ |
|                | Alfred Maire       | FR             | 29 682 | 45,22  |
|                | Baufle             | PRDS           | 29 568 | 45,05  |
|                | Léonel de Moustier | FR             | 29 511 | 44,96  |
|                | Georges Pernot     | FR             | 29 805 | 45,41  |
|                |                    |                |        |        |
|                | Adolphe Girod      | PRRRS          | 32 480 | 49,48  |
|                | Julien Durand      | PRRRS          | 31 433 | 47,89  |
|                | Romeis             | SFIO           | 30 290 | 46,14  |
|                | Roger Perronne     | PRRRS          | 31 160 | 47,47  |
|                |                    |                |        |        |
|                | Balanche           | PC-SFIC        | 3 905  | 5,95   |
|                | Carmien            | PC-SFIC        | 3 921  | 5,97   |
|                | Cornebois          | PC-SFIC        | 3 894  | 5,93   |
|                | Renard             | PC-SFIC        | 4 150  | 6,32   |
|                |                    |                |        |        |
| Inscrits       | Inscrits           | Inscrits       | 78 467 | 100,00 |
| Votants        | Votants            | Votants        | 66 148 | 84,30  |
| Abstentions    | Abstentions        | Abstentions    | 12 319 | 15,70  |
| Blancs et nuls | Blancs et nuls     | Blancs et nuls | 491    | 0,77   |
| Exprimés       | Exprimés           | Exprimés       | 65 641 | 99,23  |